# Чу Си Гён
Чу Си Гён (22 декабря 1876, Pongsan County, Хванхэ-Пукто — 27 июля 1914) — корейский учёный. Один из основателей корейской лингвистики. Вместе с учениками содействовал делу стандартизации корейского языка.

## Биография
Родился на территории, в настоящее время контролируемой КНДР. С детства изучал вэньянь. В 1887 перебрался в Сеул. Он интересовался западными методами обучения и изучал лингвистику в одной из новых школ.
С 1896 года Чу Си Гён стал работать в первой полностью выходящей на хангыле газете Dongnip Sinmun, которую основал борец за независимость Со Джэпхиль. В 1897 последний был отправлен в изгнание в США и Чу Си Гён покинул газету. Затем он работал на американскую миссионерку Мэри Ф. Скрэнтон, основательницу Женского университета Ихва (современное название).
Скоропостижно умер в 1914 г. от острой боли в животе (причина неизвестна). Оставил после себя семью, в которой было 3 сыновей и 3 дочерей.

## Вклад в стандартизацию корейского языка
В 1886 году Чу Си Гён осознал необходимость стандартизированного алфавита. Вместе с несколькими коллегами он основал Общество стандартизации корейского языка. Было проведено несколько семинаров.
Он предложил, чтобы корейские части речи включали существительные, глаголы, прилагательные, наречия, неконъюгированные прилагательные, вспомогательные слова, союзы, восклицания и финальные предложения, частицы.
В опубликованной в 1914 году работе Sounds of the Language он предложил линейное начертание для хангыля вместо слогового. Это одно из немногих предложений учёного, которые не были воплощены на практике, хотя эксперименты с линейным хангылем проводились (наиболее значительные — в Приморском крае России).

## Интересный факт
Чу Си Гён ввёл название хангыль между 1910 и 1913 годами, чтобы обозначить корейскую систему письма, которая существовала под несколькими другими названиями, такими как онмун (народное письмо) с XV века.